# Gladiolus dichrous
Gladiolus dichrous är en irisväxtart som först beskrevs av Arthur Allman Bullock, och fick sitt nu gällande namn av Peter Goldblatt. Gladiolus dichrous ingår i släktet sabelliljor, och familjen irisväxter. Inga underarter finns listade i Catalogue of Life.